# Spargania pernotata
Spargania pernotata är en fjärilsart som beskrevs av George Duryea Hulst 1898. Spargania pernotata ingår i släktet Spargania och familjen mätare. Inga underarter finns listade i Catalogue of Life.